# Mario-Adorf-Preis
Den nach dem Schauspieler Mario Adorf benannten Mario-Adorf-Preis verleihen die Stadt Worms und die Nibelungenfestspiele  seit 2018 an Schauspieler, Bühnenbildner, Regisseure oder andere Mitglieder der Nibelungenfestspiele, die sich durch außergewöhnliche künstlerische Leistung hervorheben. Der Theaterpreis, eine gläserne Stele mit einem Drachenmotiv des Illustrators Hendrik Dorgathen, ist mit 10.000 Euro dotiert. Stifter dieses Preises ist der gebürtige Wormser Unternehmer Harald Christ. Die Stele wird von dem Spezialglashersteller SCHOTT gespendet. 
Adorf selbst gehört zum Kuratorium der Festspiele und sitzt in der Jury. Er initiierte 2002 unter anderem die Festspiele und wirkte selbst 2002 und 2003 als Schauspieler mit. 

## Preisträger
- 2018: Schauspielerin Ursula Strauss[2]
- 2019: Schauspielerin Lisa Hrdina[3]
- 2021: Schauspielerin Barbara Colceriu[4]
- 2022: Toningenieur Marius Feth und Team[5]
- 2023: Schauspielerin Lena Urzendowsky[6]
- 2024: Regisseur Roger Vontobel[7]

## Belege
1. ↑  Mario-Adorf-Preis - Nibelungen-Festspiele Worms. Abgerufen am 9. August 2019.
2. ↑  SWR2: Ausgezeichnete Brunhilde! Abgerufen am 9. August 2019.
3. ↑  „Mario-Adorf-Preis“ für Lisa Hrdina: Zum zweiten Mal wurde der Gläserne Drache für außergewöhnliche künstlerische Leistungen bei den Nibelungen-Festspielen verliehen - Nibelungen-Festspiele Worms. Abgerufen am 9. August 2019.
4. ↑  Preise: Barbara Colceriu erhält Mario-Adorf-Preis. In: Die Zeit. 1. August 2021, abgerufen am 23. August 2021.
5. ↑  Auszeichnungen: Mario-Adorf-Preis für Tonspezialisten: Festspiel-Fazit. In: Die Zeit. 31. Juli 2022, abgerufen am 31. Juli 2022.
6. ↑  Mario-Adorf-Preis für Lena Urzendowsky. 24. Juli 2023, abgerufen am 2. August 2023.
7. ↑  Mario-Adorf-Preis für Regisseur Vontobel. WDR 5, 29. Juli 2024, abgerufen am 29. Juli 2024.